# Čedanj
Čedanj – wieś w Chorwacji, w żupanii primorsko-gorskiej, w mieście Delnice. W 2011 roku liczyła 9 mieszkańców.